# Giro del Piemonte 1933
Il Giro del Piemonte 1933, ventiquattresima edizione della corsa, si svolse in sei tappe, dal 16 al 21 aprile 1933, su un percorso di 917,2 km con partenza e arrivo a Torino. Fu vinto dall'italiano Antonio Folco, che completò il percorso in 29h12'39", precedendo i connazionali Andrea Minasso e Battista Astrua. Completarono la prova 36 dei 76 ciclisti al via (su 137 iscritti).
Riservato a indipendenti e dilettanti, fu organizzato dal quotidiano torinese La Stampa insieme all'U.S. Torinese e al Velo Club Torino. Il leader della classifica generale indossò la maglia "bleu-gialla", richiamante i colori della città di Torino.

## Tappe
| Tappa  | Data      | Percorso               | km    | Vincitore di tappa | Leader cl. generale |
| ------ | --------- | ---------------------- | ----- | ------------------ | ------------------- |
| 1ª     | 16 aprile | Torino > Aosta         | 124,6 | Giuseppe Graglia   | Giuseppe Graglia    |
| 2ª     | 17 aprile | Aosta > Novara         | 176,4 | Andrea Minasso     | Andrea Minasso      |
| 3ª     | 18 aprile | Novara > Vercelli      | 167,8 | Cesare Facciani    | Andrea Minasso      |
| 4ª     | 19 aprile | Vercelli > Alessandria | 134,5 | Carlo Castagnoli   | Andrea Minasso      |
| 5ª     | 20 aprile | Alessandria > Cuneo    | 162,5 | Antonio Folco      | Antonio Folco       |
| 6ª     | 21 aprile | Cuneo > Torino         | 151,4 | Antonio Folco      | Antonio Folco       |
| Totale | Totale    | Totale                 | 917,2 |                    |                     |

## Squadre partecipanti
Si iscrissero alla prova 137 ciclisti (indipendenti e dilettanti) in rappresentanza delle principali società piemontesi e liguri, oltre ad alcune formazioni lombarde ed emiliane: le torinesi Dopolavoro Fiat, U.S. Ausonia, G.S. Biagio Nazzaro, S.C. Paracchi, S.C. Vigor e U.C. Alpina (UCAT), il Pedale Astigiano e la Dopolavoro San Pietro di Asti, l'U.C. Novarese di Novara, la S.C. Fulgor di Savona, l'U.S. Legnanese di Legnano, la Velo Sport Reno di Bologna. A queste si aggiunsero ciclisti isolati delle medesime regioni, oltre ad alcuni ciclisti svizzeri.

## Dettagli delle tappe

### 1ª tappa
- 16 aprile: Torino > Aosta – 124,6 km

Percorso
Prima frazione di 124,6 km in lieve ma costante ascesa, con partenza da Torino e arrivo ad Aosta passando per Rivarolo Canavese, Ivrea, Pont-Saint-Martin, Verrès e Saint-Vincent (con relativa salita).
Risultati
| Pos. | Corridore        | Squadra      | Tempo    |
| ---- | ---------------- | ------------ | -------- |
| 1    | Giuseppe Graglia | S.C. Vigor   | 3h31'44" |
| 2    | Felice Massaglia | U.S. Ausonia | s.t.     |
| 3    | Marco Giuntelli  | P. Astigiano | s.t.     |

| Pos. | Corridore        | Squadra      | Tempo    |
| ---- | ---------------- | ------------ | -------- |
| 1    | Giuseppe Graglia | S.C. Vigor   | 3h31'44" |
| 2    | Felice Massaglia | U.S. Ausonia | ?        |
| 3    | Marco Giuntelli  | P. Astigiano | ?        |

### 2ª tappa
- 17 aprile: Aosta > Novara – 176,4 km

Percorso
Seconda frazione con partenza da Aosta: dopo il via, rientro in Piemonte via Verrès e Pont-Saint-Martin, quindi le salite di Andrate, Pettinengo e Mosso Santa Maria (tra la prima e la seconda, il passaggio da Biella) e il transito da Borgosesia prima della discesa verso Novara.
Risultati
| Pos. | Corridore       | Squadra       | Tempo    |
| ---- | --------------- | ------------- | -------- |
| 1    | Andrea Minasso  | G.S. Nazzaro  | 5h57'26" |
| 2    | Antonio Folco   | S.C. Paracchi | s.t.     |
| 3    | Battista Astrua | S.C. Vigor    | s.t.     |

| Pos. | Corridore        | Squadra       | Tempo    |
| ---- | ---------------- | ------------- | -------- |
| 1    | Andrea Minasso   | G.S. Nazzaro  | 9h28'10" |
| 2    | Francesco Bonino | Dopol. Fiat   | a 1'00"  |
| 3    | Antonio Folco    | S.C. Paracchi | s.t.     |

### 3ª tappa
- 18 aprile: Novara > Vercelli – 167,8 km

Percorso
Terza tappa senza particolari asperità. Dopo il via da Novara, il percorso volse verso nord fino a Gravellona Toce via Oleggio e Arona; rientro da Omegna, Borgosesia e Buronzo fino a Santhià, dove si svoltò verso Vercelli, sede d'arrivo.
Risultati
| Pos. | Corridore       | Squadra      | Tempo    |
| ---- | --------------- | ------------ | -------- |
| 1    | Cesare Facciani | Dopol. Fiat  | 4h44'05" |
| 2    | Onorato Lolli   | Dopol. Fiat  | a 3'07"  |
| 3    | Andrea Minasso  | G.S. Nazzaro | s.t.     |

| Pos. | Corridore        | Squadra       | Tempo     |
| ---- | ---------------- | ------------- | --------- |
| 1    | Andrea Minasso   | G.S. Nazzaro  | 14h15'22" |
| 2    | Francesco Bonino | Dopol. Fiat   | a 1'00"   |
| 3    | Antonio Folco    | S.C. Paracchi | s.t.      |

### 4ª tappa
- 19 aprile: Vercelli > Alessandria – 134,5 km

Percorso
Quarta tappa quasi completamente pianeggiante. Dopo il via da Vercelli, il percorso volse verso la Lomellina (provincia di Pavia) transitando da Trino, Casale Monferrato e Candia Lomellina. Giunti a Mortara, svolta verso sud fino a Tortona, passando per Sannazzaro e Bastida, infine svolta verso Spinetta Marengo e traguardo ad Alessandria.
Risultati
| Pos. | Corridore        | Squadra      | Tempo    |
| ---- | ---------------- | ------------ | -------- |
| 1    | Carlo Castagnoli | C. Battisti  | 3h44'02" |
| 2    | Felice Massaglia | U.S. Ausonia | a 1'00"  |
| 3    | Andrea Minasso   | G.S. Nazzaro | s.t.     |

| Pos. | Corridore        | Squadra       | Tempo     |
| ---- | ---------------- | ------------- | --------- |
| 1    | Andrea Minasso   | G.S. Nazzaro  | 18h00'24" |
| 2    | Francesco Bonino | Dopol. Fiat   | a 2'48"   |
| 3    | Antonio Folco    | S.C. Paracchi | s.t.      |

### 5ª tappa
- 20 aprile: Alessandria > Cuneo – 162,5 km

Percorso
Quinta tappa con alcuni saliscendi sulle colline del Monferrato e delle Langhe. Partenza da Alessandria in direzione Oviglio e Nizza Monferrato, da qui si proseguì verso Alba, Monforte d'Alba (salita) e Dogliani fino a Mondovì. Da Mondovì si giunse a Cuneo passando per Chiusa di Pesio (dopo una salita) e Borgo San Dalmazzo.
Risultati
| Pos. | Corridore        | Squadra       | Tempo    |
| ---- | ---------------- | ------------- | -------- |
| 1    | Antonio Folco    | S.C. Paracchi | 5h50'02" |
| 2    | Cesare Facciani  | Dopol. Fiat   | a 3'18"  |
| 3    | Giovanni Valetti | S.C. Vigor    | s.t.     |

| Pos. | Corridore       | Squadra       | Tempo     |
| ---- | --------------- | ------------- | --------- |
| 1    | Antonio Folco   | S.C. Paracchi | 23h51'14" |
| 2    | Andrea Minasso  | G.S. Nazzaro  | a 2'30"   |
| 3    | Battista Astrua | S.C. Vigor    | a 5'18"   |

### 6ª tappa
- 21 aprile: Cuneo > Torino – 151,4 km

Percorso
Sesta e ultima tappa per buona parte in discesa, con via da Cuneo e passaggio da Fossano, Bra, Canale, fino ad Asti; da qui risalita e transito a Cerreto d'Asti, Castelnuovo Don Bosco e Chieri, dove ebbe inizio l'unica vera salita di giornata, quella di Pino Torinese. Dopo lo scollinamento discesa verso la Madonna del Pilone e arrivo al Motovelodromo di Corso Casale.
Risultati
| Pos. | Corridore       | Squadra       | Tempo    |
| ---- | --------------- | ------------- | -------- |
| 1    | Antonio Folco   | S.C. Paracchi | 5h22'25" |
| 2    | Augusto Como    | U.S. Milanese | a 16"    |
| 3    | Cesare Facciani | Dopol. Fiat   | s.t.     |

| Pos. | Corridore       | Squadra       | Tempo     |
| ---- | --------------- | ------------- | --------- |
| 1    | Antonio Folco   | S.C. Paracchi | 29h12'39" |
| 2    | Andrea Minasso  | G.S. Nazzaro  | a 3'46"   |
| 3    | Battista Astrua | S.C. Vigor    | a 6'34"   |

## Classifiche finali

### Classifica generale - Maglia bleu-gialla
| Pos. | Corridore        | Squadra       | Tempo     |
| ---- | ---------------- | ------------- | --------- |
| 1    | Antonio Folco    | S.C. Paracchi | 29h12'39" |
| 2    | Andrea Minasso   | G.S. Nazzaro  | a 3'46"   |
| 3    | Battista Astrua  | S.C. Vigor    | a 6'34"   |
| 4    | Felice Lessona   | S.C. Paracchi | a 9'56"   |
| 5    | Giovanni Valetti | S.C. Vigor    | a 12'15"  |
| 6    | Francesco Bonino | Dopol. Fiat   | a 15'14"  |
| 7    | Giacomo Briano   | S.C. Fulgor   | a 18'08"  |
| 8    | Cesare Facciani  | Dopol. Fiat   | a 18'35"  |
| 9    | Guido Perina     | S.C. Vigor    | a 21'15"  |
| 10   | Oreste Boccaccio | S.C. Fulgor   | a 22'15"  |